# Jakob Feller
Jakob Feller (* 19. Dezember 1917 in St. Wendel; † 30. Juli 2015 in Saarbrücken) war ein deutscher Politiker (CVP, CDU). Er war von 1952 bis 1975 Mitglied des Saarländischen Landtages und von 1974 bis 1982 Bürgermeister der Stadt St. Wendel.

## Leben
Sein Vater, der den gleichen Namen wie er trug, war Mitbegründer der örtlichen SPD in St. Wendel. Nach dem Besuch der Volksschule und dem Abitur 1937 am Gymnasium in St. Wendel leistete Feller Reichsarbeitsdienst. Er trat im November 1937 in die Wehrmacht ein und wurde der Panzer-Jäger-Abteilung 36 zugeteilt. Als Berufssoldat wurde er an der Heeresverwaltungsschule München fortgebildet. Ab 1941 war er als Beamter im gehobenen Dienst an einer Dienststelle der Heeresverwaltung tätig. Von 1943 bis 1944 nahm er als aktiver Soldat am Zweiten Weltkrieg teil, zuletzt als Leutnant der Reserve. Im Oktober 1944 wurde er schwer verwundet und geriet in Kriegsgefangenschaft, aus der er 1945 zurückkehrte.
Ab 1945 arbeitete er als Beamter in der Stadtverwaltung St. Wendel. Feller zählte 1947 zu den Gründern der Vereinigung der Kriegsbeschädigten und Kriegshinterbliebenen des Saarlandes (VdKdS), der später in Sozialverband VdK umbenannt wurde. Er betätigte sich nach Kriegsende politisch und wurde bei der Landtagswahl im November 1952 als Abgeordneter für die CVP in den Saarländischen Landtag gewählt. Nach der Volksabstimmung vom 23. Oktober 1955 konnte er sein Abgeordnetenmandat bei der Landtagswahl im Dezember 1955 verteidigen. Nach seinem Eintritt in die CDU erfolgte am 11. Februar 1957 auch sein Übertritt in die CDU-Fraktion.
Bei den folgenden Landtagswahlen 1960, 1965 und 1970 wurde er jeweils für die CDU in den Landtag gewählt, dem er bis zum Ablauf der sechsten Legislaturperiode angehörte. Im Parlament war er vom 19. Juli 1965 bis zum 10. Juli 1970 Vorsitzender der CDU-Landtagsfraktion, vom 6. November 1974 bis zum 13. Juli 1975 Zweiter Vizepräsident des Landtages und bis 1975 Vorsitzender des Haushalts- und Finanzausschusses. 1966 wurde ihm das Verdienstkreuz 1. Klasse der Bundesrepublik Deutschland verliehen.
Feller war Amtsvorsteher von St. Wendel-Land. Vom 12. Juli 1974 bis zu seinem Eintritt in den Ruhestand am 31. Dezember 1982 amtierte er als Bürgermeister der Stadt St. Wendel. Außerdem fungierte er als Präsident des Saarländischen Städte- und Gemeindetages. Am 10. Juli 1975 wurde ihm der Saarländische Verdienstorden verliehen. Sein Nachfolger im Amt des Bürgermeisters wurde Klaus Bouillon.
Feller war als Bürgermeister ebenso wie sein Nachfolger und sein Vorgänger Franz Gräff Verfechter der seinerzeit weit verbreiteten Philosophie einer Flächensanierung im Rahmen der Stadtentwicklung. Während seiner Amtszeit wurden etliche historisch und städtebaulich wichtige Gebäude in der St. Wendeler Kernstadt abgerissen, um durch moderne Zweckbauten ersetzt zu werden. Dadurch wurde das ursprünglich sehr gut erhaltene Stadtbild im Kernbereich erheblich beeinträchtigt. Von der Flächensanierung war in besonderer Weise der zentrale Platz der Stadt, der Schlossplatz, betroffen. Dort wurde auf der Nordseite die gesamte alte Häuserfront abgerissen und durch moderne Bauten ersetzt, was einen erheblichen Verlust an Authentizität des Platzes bewirkte.
Feller war für seine Sparsamkeit bekannt. Dies führte einerseits zu einem erheblichen Investitionsstau bei öffentlichen Maßnahmen in der Stadt, andererseits wuchsen die finanziellen Rücklagen der Kommune zu einer nicht mehr vertretbaren Größenordnung an. Erst nach dem Ausscheiden Fellers aus dem Bürgermeisteramt (1982) wurden die aufgehäuften Finanzmittel in kommunale Investitionen gelenkt.
Neben seiner politischen Arbeit war er in der Kolpingfamilie St. Wendels engagiert, deren Vizepräsident er bis 1980 war. Nach der Niederlegung seines Amtes wurde dieses zum „Vorsitzenden“ umbenannt. Feller wurde Ehrenvorsitzender und erhielt für seine Verdienste um das Kolpingwerk die Verdienstmedaille der Katholischen Erwachsenenbildung und die Ehrennadel des Kolpingdiözesanverbandes Trier.

## Ehrungen und Auszeichnungen
- 1966: Verdienstkreuz 1. Klasse der Bundesrepublik Deutschland[5]
- 1975: Saarländischer Verdienstorden[5][6]